# Sally Stevens
Sally Stevens (née le 24 novembre 1939 à Los Angeles) est une actrice, chanteuse et contracteur vocal américaine. Elle fait des chorales de nombreux films et joue le rôle d'intermédiaire entre compositeurs et chorale en tant que vocal contractor, ou en français contracteur vocal ou entrepreneur vocal.

## Filmographie

### Actrice
- 1968 : The Story of Babar, the Little Elephant : une chanteuse
- 1972 : The Flintstones Comedy Hour : une chanteuse
- 1979 : Banjo, le chat malicieux : une chanteuse
- 1982 : Brisby et le Secret de NIMH : une chanteuse
- 1983 : Taking Tiger Mountain
- 1983 : En plein cauchemar : une chanteuse
- 1987 : Max Headroom : A-7 (1 épisode)
- 1989 : La Petite Sirène
- 1992 : Man Trouble : une chanteuse
- 1994 : Le Cygne et la Princesse : membre de la chorale
- 1995 : Napoléon en Australie : Lorikeet et le lapin
- 1996 : James et la Pêche géante : Glowworm (chant)
- 1996 : Agent zéro zéro : une chanteuse
- 1996 : Les Razmoket : un membre de la chorale (1 épisode)
- 1996-2006 : Les Simpson : chanteuse de générique et voix additionnelles (4 épisodes)
- 1997 : Millennium : chanteuse de la radio (2 épisodes)
- 1998 : The Brave Little Toaster Goes to Mars : voix additionnelles
- 1999 : X-Files : Aux frontières du réel : chanteuse à la radio (1 épisode)
- 2002 : Huit nuits folles d'Adam Sandler : une chanteuse et la contractrice vocale
- 2005 : God of War : membre de la chorale
- 2007 : Norbit : membre de la chorale
- 2008 : Yes Man : une chanteuse
- 2008 : True Blood : vocaliste (1 épisode)
- 2010 : Faster : membre du gospel

### Département musical
Les films suivis de la mention CV sont ceux où elle a été contractrice vocale.
- 1978 : Desperate Women
- 1988 : Les Fantômes d'Halloween
- 1989 : Susie et les Baker Boys
- 1990 : Edward aux mains d'argent (CV)
- 1993 : Les Trois Mousquetaires (CV)
- 1994 : Forrest Gump
- 1996 : Agent zéro zéro (CV)
- 1997 : Amistad (CV)
- 1998 : SubZero
- 1998 : Deep Impact (CV)
- 1999 : Sixième Sens (CV)
- 1999 : Allô, la police ?
- 2000 : Ce que veulent les femmes (CV)
- 2001 : Le Mexicain (CV)
- 2001 : Évolution (CV)
- 2001 : Jurassic Park 3
- 2001 : La Famille Tenenbaum (CV)
- 2002 : Big Trouble (CV)
- 2003 : Bye Bye Love
- 2004 : I, Robot (CV)
- 2004 : Le Vol du Phœnix (CV)
- 2005 : La Guerre des mondes (CV)
- 2005 : King Kong (CV)
- 2006 : Glory Road (CV)
- 2006 : World Trade Center (CV)
- 2006 : La Nuit au musée (CV)
- 2006 : Rocky Balboa (CV)
- 2007 : 79e cérémonie des Oscars
- 2007 : Bienvenue chez les Robinson
- 2007 : Les Rois du patin (CV)
- 2007 : La Légende de Beowulf (CV)
- 2007 : La Guerre selon Charlie Wilson (CV)
- 2008 : 80e cérémonie des Oscars
- 2008 : Indiana Jones et le Royaume du crâne de cristal (CV)
- 2008 : La Légende de Despereaux (CV)
- 2009 : Watchmen : Les Gardiens (CV)
- 2009 : Max et les Maximonstres (CV)
- 2010 : Le Dernier Maître de l'air (CV)
- 2011 : Sucker Punch (CV)
- 2011 : Votre Majesté (CV)
- 2011 : J. Edgar (CV)
- 2012 : 84e cérémonie des Oscars
- 2013 : The Incredible Burt Wonderstone (CV)